# Thỏ New Zealand

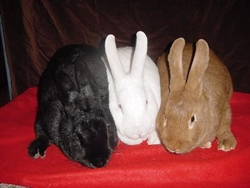
Ba giống thỏ NewZealand

Thỏ New Zealand là một giống thỏ có nguồn gốc từ Mỹ, mặc dù tên của chúng là New Zealand. Chúng có thể tăng đến 5 kg khi đã trưởng thành. Người ta thường phân biệt thỏ New Zealand lông đỏ và lông trắng. Chúng có nguồn gốc ở California từ thỏ nhập khẩu từ New Zealand. Ở Việt Nam, thỏ New Zealand trắng còn được gọi là thỏ New Zealand vì các dòng khác chưa nhập khẩu vào Việt Nam.

## Các nhóm

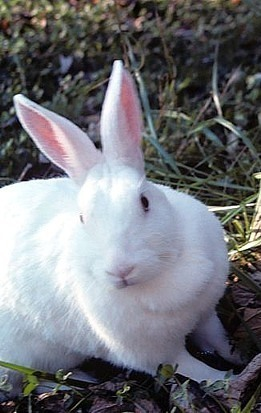
Thỏ trắng Tân Tây Lan là một trong những giống thỏ lấy thịt thông dụng, chúng lớn nhanh, trọng lượng đến 5,5kg/con, tỷ lệ xẻ thịt đạt 55%, với thịt có chất lượng

Thỏ New Zealand được Hiệp hội nuôi thỏ Mỹ (ARBA) công nhận với bốn màu sắc gồm thỏ New Zealand trắng, thỏ New Zealand đỏ, thỏ New Zealand đen, và thỏ New Zealand lam. Mặc dù, sự giống nhau có thể dẫn đến nhiều kết hợp khác nhau của ba loại cơ bản. Có những nỗ lực của Giấy chứng nhận phát triển trên nhiều loại có màu lam. Loại lông đỏ có màu sáng lông đỏ vàng có một chất béo một chút thì cho thịt trắng hơn. Càng sẫm màu lông tối thì cho thịt tối màu hơn, mặc dù tất cả thịt thỏ thuộc về nhóm thịt trắng.
Một trong những giống lớn hơn con thỏ, nó có thể cân bất cứ nơi nào từ £9 đến 12 lb (5 kg). Thỏ New Zealand được nuôi để lấy thịt, lấy da, nuôi như thú cưng trình diễn, và sử dụng trong phòng thí nghiệm, là thỏ giống được sử dụng nhất đối với cả sản xuất thịt và thử nghiệm động vật. Chúng cũng được nuôi như thỏ con cưng. Thỏ Czech đỏ là một giống thỏ nguồn gốc của Czech, trong đó một trong những tổ tiên của nó là thỏ New Zealand đỏ.
Đây là một giống thỏ có nhiều ưu điểm hơn so với các giống thỏ thông thường khác như khả năng sinh trưởng và phát triển nhanh, sinh sản nhiều, thịt thơm ngon, hấp dẫn. Chúng sinh trưởng nhanh, thành thục sớm, nhiều thịt, phù hợp với phương thức chăn nuôi công nghiệp và gia đình. Thích nghi với nhiều vùng sinh thái khác nhau.
Chỉ cần diện tích đất 130m2 có thể xây dựng được hệ thống chuồng trại quy mô khoảng 600 con. Phối giống, thỏ này được phối giống với thỏ mắt ngọc ở địa phương. Kết quả là đàn thỏ lai lớn nhanh lại ít bệnh so với giống thỏ mắt ngọc thịt thỏ lai ngon. da thỏ trắng New Zealand còn được người Nhật sử dụng để sản xuất dược phẩm phục vụ cho nhu cầu của con người.

## Chăn nuôi
Thỏ này ăn thức ăn được chia làm hai loại là thức ăn thô và thức ăn tinh. Thức ăn thô là cỏ, rau, củ, quả. Vì là động vật gặm nhấm nên thức ăn thô của thỏ chiếm 70-80% khẩu phần thức ăn hàng ngày, lượng cho ăn vào ban đêm nhiều gấp 2-3 lần ban ngày. Thức ăn tinh bao gồm các loại hạt chính phẩm hay phế phụ phẩm nông nghiệp như ngô, khoai, sắn, cám ngô, cám gạo. Thỏ con khi nuôi từ vài tuần đến 4 tháng chỉ cần cho ăn cám viên là đủ. Ăn thêm rau cỏ thỏ dễ bị tiêu chảy và chết.
Khi thỏ trưởng thành sức đề kháng tốt hơn thể cho ăn thêm rau, cỏ đã rửa sạch sẽ và để ráo nước. Hàng ngày nên cho thỏ ăn 2 bữa rau, 1 bữa cám để tăng lượng tinh bột. đối với thỏ sinh sản và thỏ con nên hạn chế cho ăn cám vì không tốt cho sức khỏe, nên tăng cường nhiều rau xanh. Thức ăn viên phải đảm bảo thành phần dinh dưỡng cho thỏ tăng trưởng theo thời gian nuôi: 
- Thỏ con nuôi đến trưởng thành: 8 - 10% protein, 2 - 4% lipid, 10 - 20% glucid và trên 4 tháng tuổi một ít chất xơ.
- Thỏ có thai và cho con bú: 10 - 15% protein, 5 - 7% lipid, 10 - 20% glucid và thức ăn xanh.
- Thỏ lứa: 30 - 50g cám viên, mỗi ngày chia làm 2 lần và thức ăn xanh.
- Thỏ đực giống, cái nuôi con và mang thai: 80 - 100g cám viên và thức ăn xanh.

Một số bệnh thỏ thường mắc phải như: bệnh bại huyết; bệnh tụ huyết trùng; bệnh cầu trùng, bệnh tiêu chảy; bệnh nấm ngoài da với các bệnh như trên cần thực hiện theo đúng các quy trình phòng bệnh và sử dụng các loại thuốc đặc trị như thuốc Biseptol trị tiêu chảy, thuốc Griseofulvin trị nấm, thuốc Ampicoli trị tụ huyết trùng... nhìn chung, khả năng kháng bệnh của thỏ khá cao, nên rủi ro thấp trong chăn nuôi.